# Єгоров Борис Кузьмович
Борис Кузьмович Єго́ров (нар. 25 березня 1925, Знам'янка — пом. 8 червня 2017, Запоріжжя) — український живописець і педагог; член Спілки радянських художників України з 1972 року.

## Біографія
Народився 25 березня 1925 року у містечку Знам'янці (нині місто Кіровоградської області, Україна) в робітничій сім'ї. Навчався у Знам'янці в середній школі № 9 Одеської залізниці. У період німецько-радянської війни виконував завдання підпільно-диверсійних груп Знам'янки як розвідник і зв'язківець. Після відвоювання міста Червоною армією працював в паровозному депо Знам'янки кочегаром паровоза, помічником машиніста.
Упродовж 1945—1950 років навчався в Одеському художньому училищі у Миколи Шелюто, Михайла Тодорова, Миколи Павлюка, Леоніда Мучника. Дипломна робота — картина «Молотьба» (керівник Михайло Тодоров, оцінка «відмінно»).
З 1950 року жив і працював у Запоріжжі: у 1950—1964 роках працював у Запорізькому обласному товаристві художників, одночасно у 1952—1959 роках викладав у образотворчій студії робочої молоді в Будинку культури ДЕЗа; протягом 1960—1995 років працював на Запорізькому художньо-виробничому комбінаті. Жив у будинку на вулиці Леніна, № 58, квартира № 24 та в будинку на вулиці Трегубенка, № 12, квартира 60. Помер у Запоріжжі 8 червня 2017 року. Похований у Запоріжжі на Осипенківському кладовищі.

## Творчість
Працював у галузі станкового живопису. Переважно створював пейзажі, а також портрети, жанрові картини. Серед робіт:
- «Студентка» (1957);
- «Дружинники» (1960);
- «Правнучки Тараса Шевченка Катерина та Антоніна Красицькі» (1960);
- «Доярка» (1961);
- «Вихід в море» (1961);
- «Охоронець ферми» (1962);
- «Індустріальний ранок» (1964);
- «Озимка» (1967);
- «Веранда у Ворохті» (1967);
- «Річка Снов» (1969);
- «Тополя» (1970);
- «Весняний паводок» (1970);
- «Озимина» (1971);
- «Ранок на “Запоріжсталі”» (1972);
- «Тополя» (1974);
- «Весняне мереживо. Гребля Дніпрогесу» (1975);
- «Дружинники» (1978);
- «Дорога до храму» (1980);
- «Кавказькі гори» (2000);
- «Зустріч козаків із чумаками» (2004);
- «Золота Хортиця» (2005);
- «З Перемогою!» (2005);
- «Тамара» (2006);
- «Дари полів» (2008);
- «Виноград Кеша» (2008).

Брав участь в обласних, республіканських, зарубіжних мистецьких виставках з 1950 року. Персональні виставки відбулися у Знам'янці у 1973 році, Кракові у 2001 році, Запоріжжі у 2002, 2005, 2010, 2012 роках.
Твори художника зберігаються у Національному художньому музеї України у Києві, Запорізькому, Кіровоградському, Одеському художніх, Знам'янському міському музеях, у приватних колекціях. Більше 150 робіт знаходяться в Державному художньому фонді України.

## Відзнаки
- Нагороджений медалями «За доблесну працю у Великій Вітчизняній війні 1941—1945 рр.», «50 років Перемоги у Великій Вітчизняній війні 1941—1945 рр.»; пам'ятним знаком «50 років визволення України»[2];
- Почесний громадянин Запоріжжя (рішення Запорізької міської ради № 17 від 25 вересня 2013 року)[5].